# Balsam-Tanne
Die Balsam-Tanne (Abies balsamea) ist eine Pflanzenart aus der Gattung der Tannen (Abies). Sie wächst im nordöstlichen Nordamerika, wo sie sowohl Tief- als auch Bergland besiedelt. Sie gilt als relativ anspruchslos gegenüber dem Standort und ist frosthart. In vielen Teilen des natürlichen Verbreitungsgebietes stellt sie die Klimaxbaumart dar.
Die Balsam-Tanne kann bis zu 245 Jahre alt werden und ist damit relativ kurzlebig. Die Nadeln und das Harz verströmen einen aromatischen Duft, worauf sich das Artepitheton balsamea für ‚wohlriechend‘ bezieht.
Eine wirtschaftliche Bedeutung hat heute nur noch das Holz. Früher wurde aus den Harzblasen der jungen Bäume Kanadabalsam gewonnen, der als Klebsubstanz bei optischen Geräten sowie als Einbettungsmittel für mikroskopische Präparate diente. In jüngerer Zeit wurde der Kanadabalsam aber immer mehr von synthetischen Stoffen verdrängt. Die Balsam-Tanne ist der Provinzbaum und damit eine Art Wahrzeichen der kanadischen Provinz New Brunswick.

## Beschreibung

### Erscheinungsform
Die Balsam-Tanne wächst als immergrüner Baum und erreicht Wuchshöhen von 12 bis 23, selten bis 30 Meter sowie Brusthöhendurchmesser von 10 bis 60, selten bis 120 Zentimetern. Sie bildet eine symmetrisch-pyramidenförmige Krone aus, welche spitz zuläuft. Die Krone bildet sich aus den regelmäßigen und dicht stehenden Quirlen aus vier bis sechs Ästen des monopodial verzweigten Stammes. Frei stehende Bäume sind meist bis zum Boden beastet, da die tiefer ansetzenden Äste nicht absterben. Die Kronen von in Beständen wachsenden Bäumen sind meist schmal. Jungbäume weisen eine sehr kompakte, kegelförmige Krone auf.
Die Keimlinge besitzen mindestens vier stumpfe Keimblätter (Kotyledonen), die eine Länge von rund 10 bis 15 Millimeter aufweisen. Vor allem in nördlichen Regionen in feuchten Gebieten kann es zu vegetativer Vermehrung kommen.

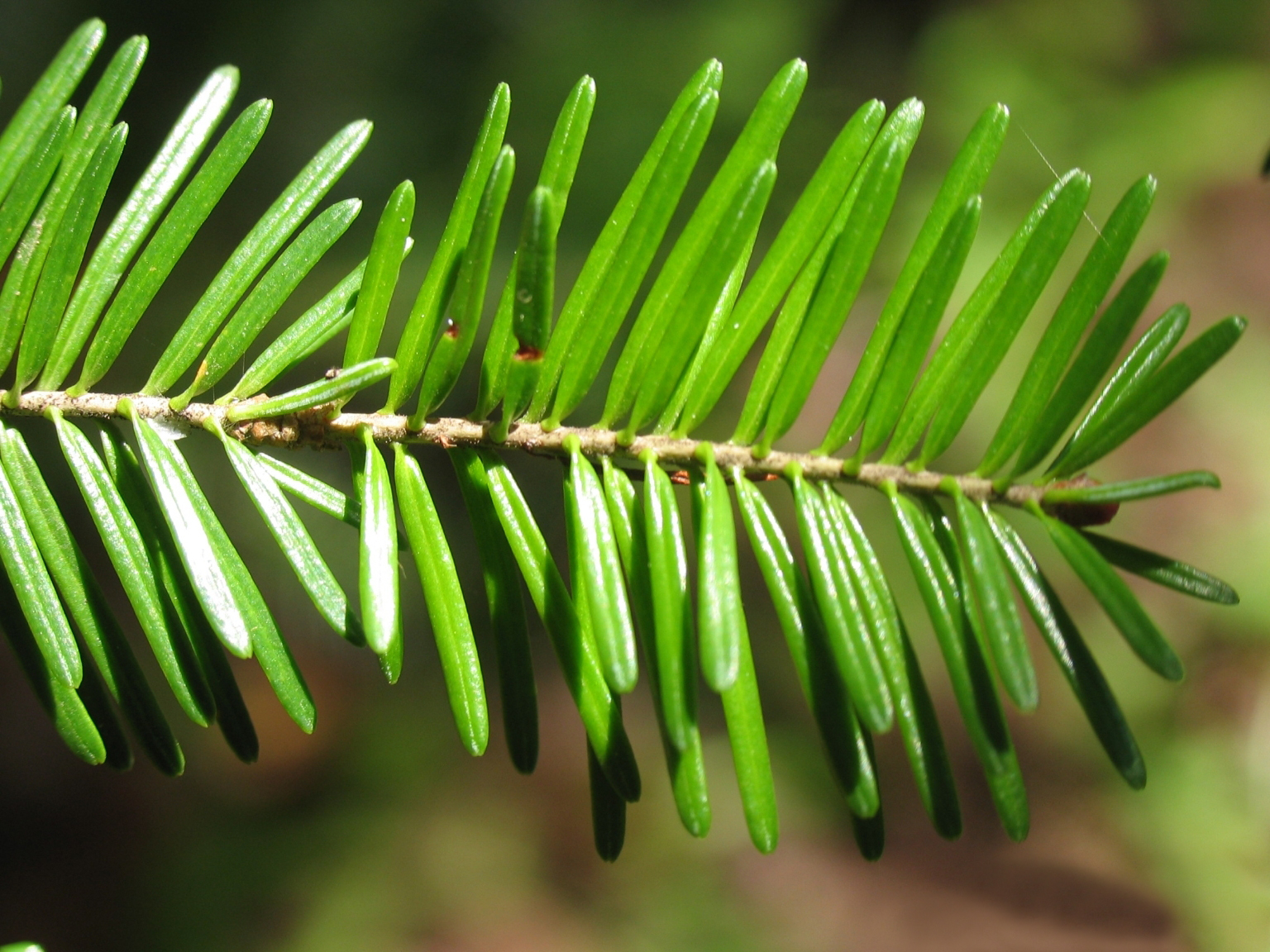
Zweig mit Nadeln

### Knospen und Nadeln
Die mit Harz bedeckten Knospen sind rundlich oder eiförmig und zwischen 3 und 7 Millimetern lang. Die Knospenschuppen sind dunkel orange-grün bis rötlich gefärbt.
Die schmal-linearen Nadeln sind flach und 10 bis 35 Millimeter lang. Die Nadelspitze ist rundlich oder stumpf. Dem direkten Sonnenlicht ausgesetzte Nadeln des oberen Kronenbereichs werden 10 bis 15 Millimeter lang und sind dicker. Sie sind zur Zweigachse hin gekrümmt und weisen eine scharfe Nadelspitze auf. Alle Nadeln sind an der Nadeloberseite dunkelgrün gefärbt und weisen an der Nadelunterseite zwei silbrig-weiße Stomastreifen auf. Nadeln, welche an stammnahen Zweigen wachsen, stehen aufgrund einer Drehung an der Basis kammförmig gescheitelt. Die harzigen Nadeln duften beim Zerreiben stark aromatisch. Sie verbleiben 7 bis 10, selten bis zu 13 Jahre am Baum.

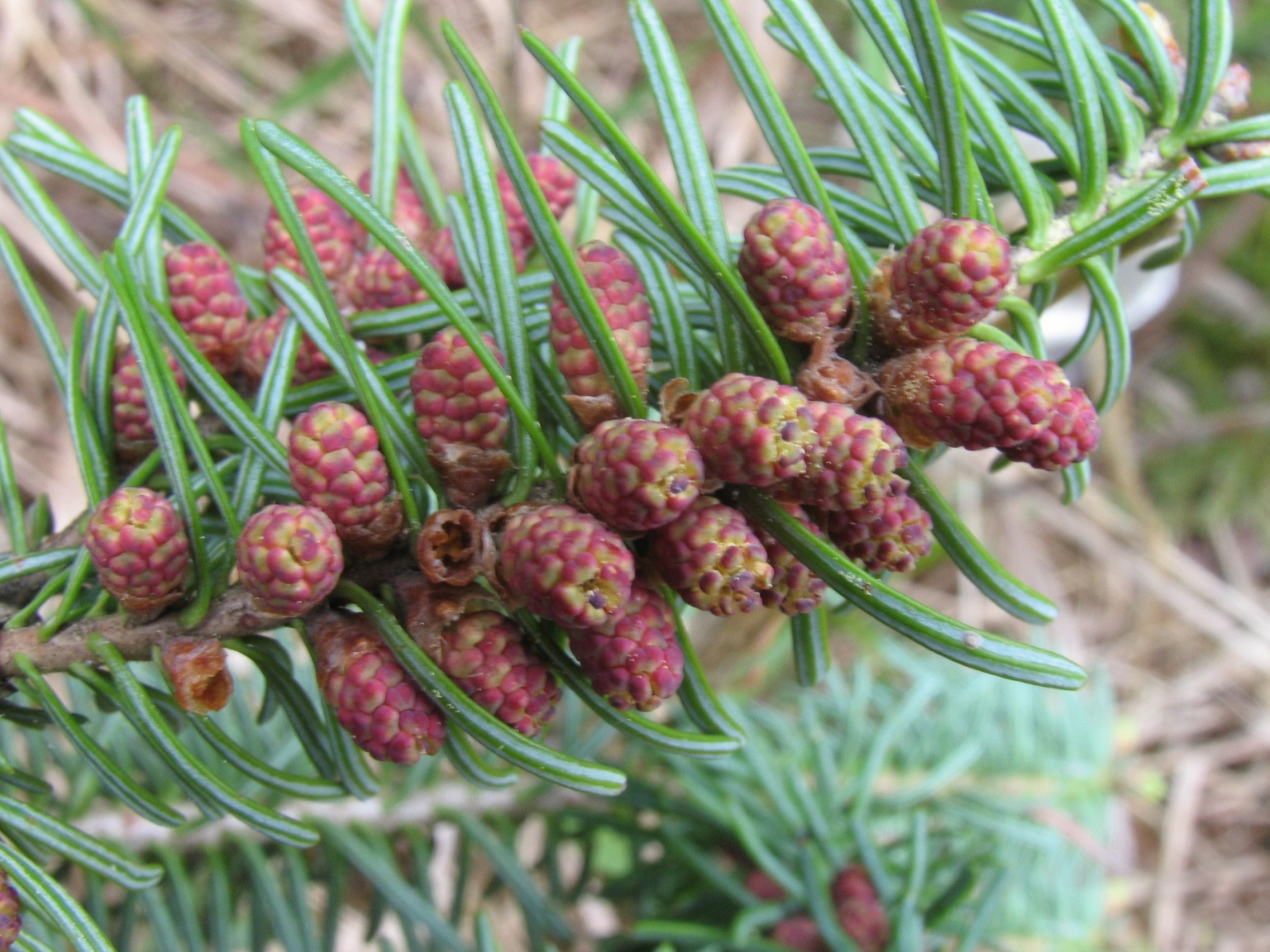
Männliche Blütenzapfen

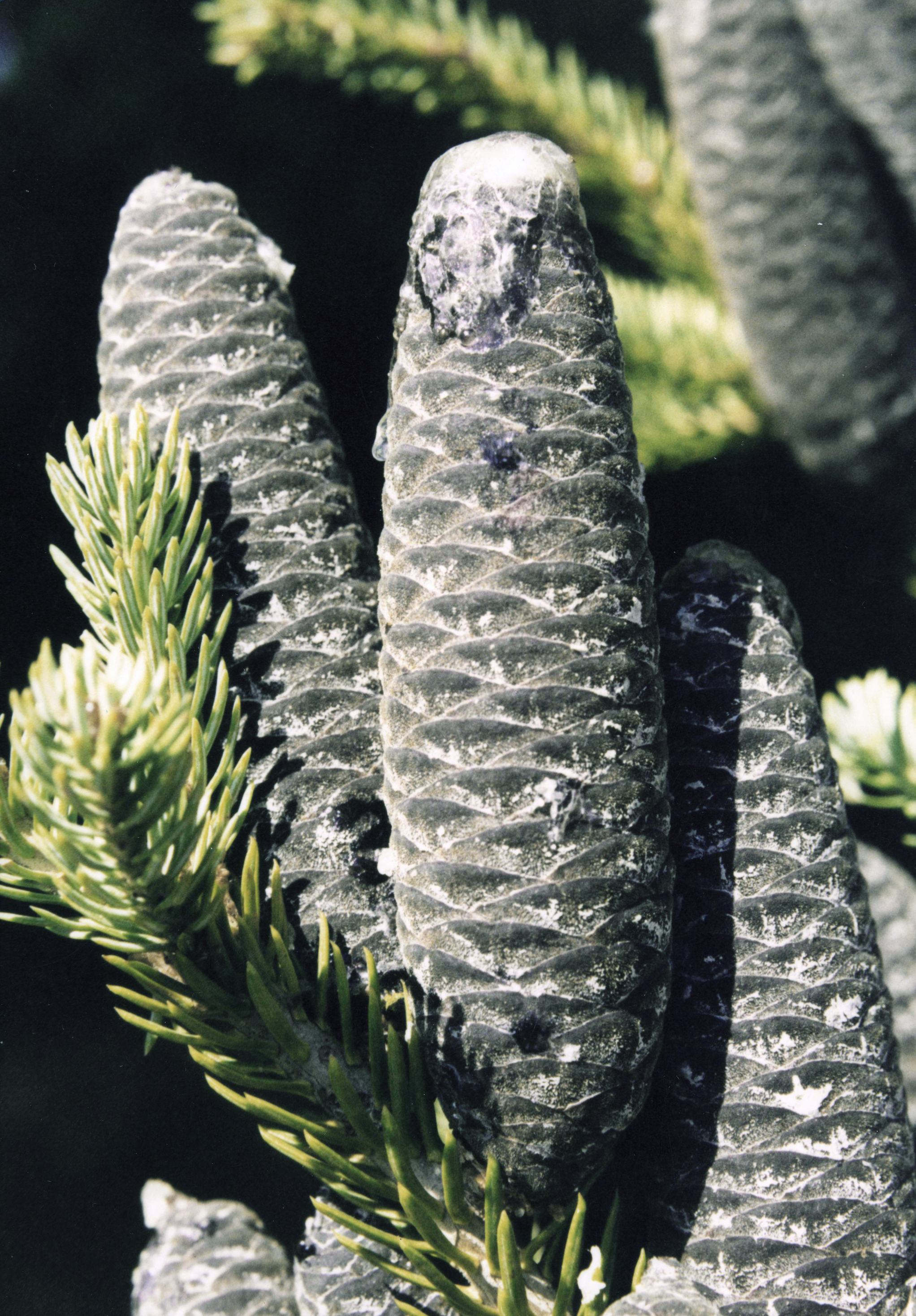
Zapfen

### Blüten, Zapfen und Samen
Die Balsam-Tanne ist einhäusig-getrenntgeschlechtig (monözisch). Sie wird mit 20 bis 30 Jahren mannbar, gelegentlich bilden allerdings schon 15-jährige Bäume Zapfen aus. Die Blütezeit erstreckt sich je nach Standort von Ende April bis Anfang Juni. Die Blütenknospen bilden sich an Nadelachsen vorjähriger Zweige. Die 3 bis 6 Millimeter langen, männlichen Blütenzapfen sind länglich-zylindrisch. Ihre Farbe reicht von rot über purpurfarben, bläulich, grünlich bis orange. Sie stehen in kleinen Gruppen an den Zweigunterseiten im mittleren Kronenbereich. Die ungestielten, weiblichen Blütenzapfen sind kugelig bis eiförmig. Sie werden rund 2 Zentimeter lang und erreichen einen Durchmesser von 1,5 bis 3,75 Zentimeter. Ihre Farbe reicht von blau-graugrün bis purpurfarben. Sie stehen in kleinen Gruppen an der Zweigoberseite im oberen Kronenbereich. Der gelbe Pollen erreicht Durchmesser von rund 90 Mikrometern.
Die 3,5 bis 10 Zentimeter langen und 2 bis 5 Zentimeter dicken Zapfen sind grau-braun gefärbt und weisen einen rötlichen Ton auf. Die aufrecht stehenden Zapfen sind in der Gestalt länglich-zylindrisch und haben eine rundliche Spitze. Die Zapfenschuppen werden etwa 1 bis 1,5 Zentimeter lang und 0,7 bis 1,7 Zentimeter breit und verdecken, außer bei der Varietät phanerolepis, die Deckschuppen. Unter jeder Samenschuppe befinden sich zwei Samen. Meist ab Ende August bis Anfang September beginnen sie sich zusammen mit den Zapfenschuppen von der Zapfenspindel zu lösen. Die Zapfenspindeln verbleiben noch bis in den darauf folgenden Sommer am Baum.

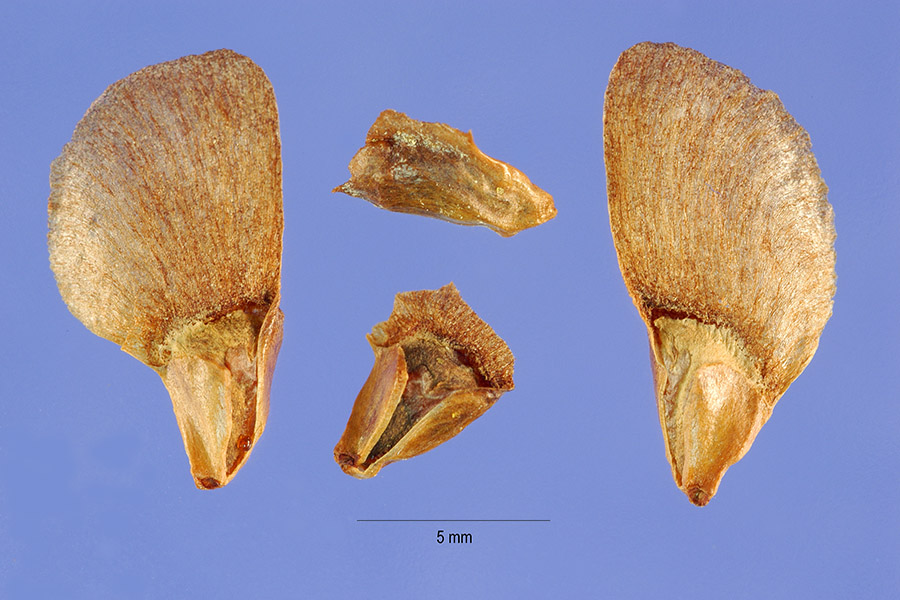
Samen

Die dreieckigen, glänzend braunen Samen werden 5 bis 7 Millimeter lang und 2 bis 3 Millimeter breit. Sie besitzen einen relativ breiten, purpur-braunen Flügel, der etwa doppelt so lang ist wie der Samenkörper selbst. Ein Zapfen enthält durchschnittlich 134 Samen. Das Tausendkorngewicht beträgt rund 7,61 Gramm. Der Samen wird durch den Wind (Anemochorie) und durch Nagetiere verbreitet. Bei der Windausbreitung können sie Strecken von bis zu 150 Metern zurücklegen. Eine ausreichende Bodenfeuchte ist für die Keimung der Samen wichtiger als gute Lichtverhältnisse.

### Wurzelsystem
Die Balsam-Tanne ist ein Flachwurzler und deshalb sehr anfällig gegenüber Windwurf und Wurzelbrüchen. Die Wurzeln wachsen selbst an tiefgründigen Standorten nicht tiefer als 60 bis 75 Zentimeter. Einzig für Sandböden im nördlichen Ontario ist eine Wurzeltiefe von 137 Zentimeter nachgewiesen. Selten kommt es zur Bildung einer Pfahlwurzel, die jedoch meist schon nach kurzer Zeit abstirbt. Die Feinwurzeln bilden ein dichtes Polster in den oberflächennahen und humusreichen Bodenschichten. Nicht selten kommt es zu Wurzelverwachsungen mit benachbarten Bäumen.

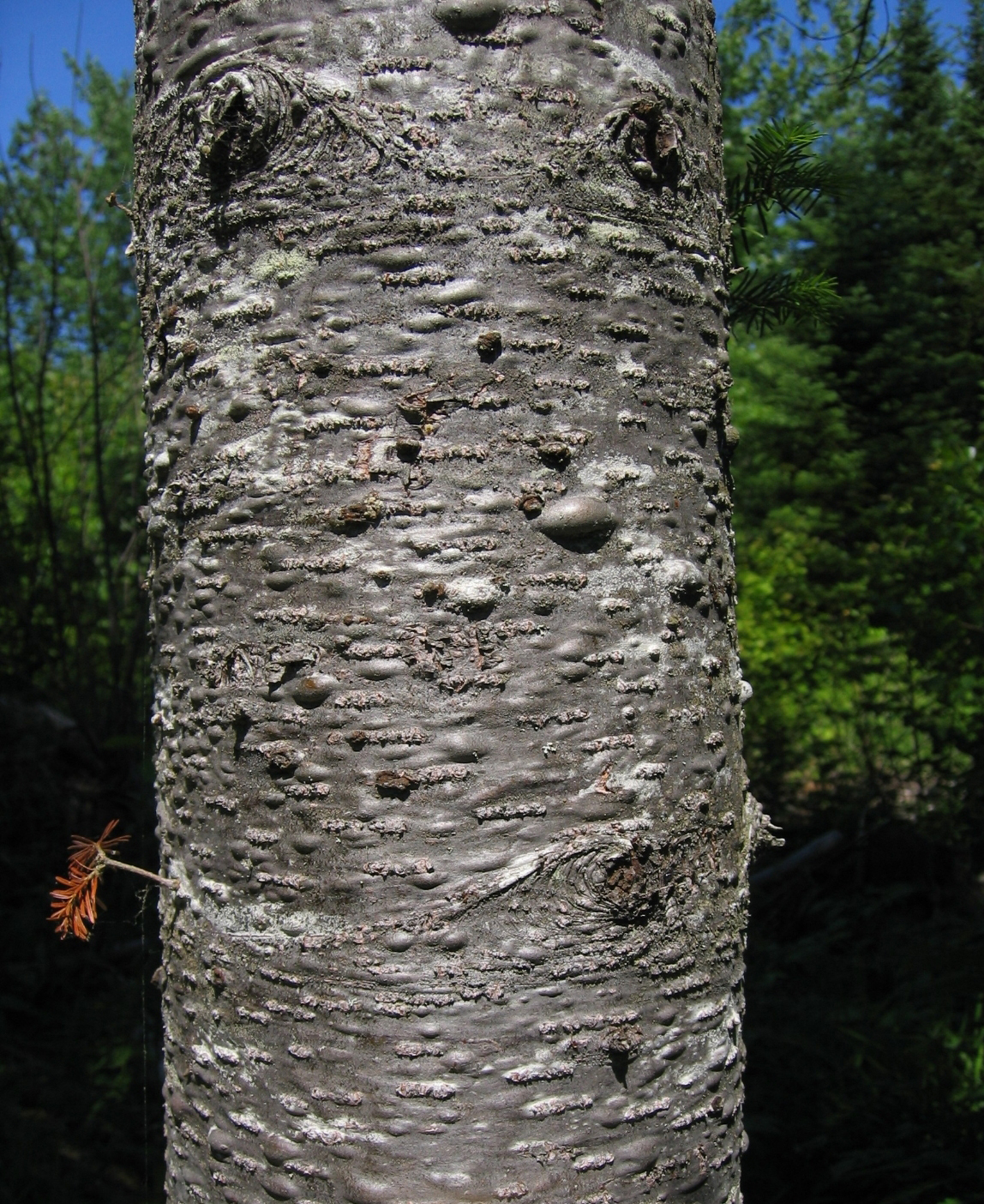
Rinde eines jungen Baumes mit Harzblasen

### Rinde
Junge Triebe sind zuerst behaart und später kahl. Die Färbung der Zweigrinde ist graubraun. Es sind meist kleine, runde Narben zu erkennen, welche durch abgefallene Nadeln entstehen. Sämlinge besitzen eine dünne und glatte Rinde, die stumpf graugrün gefärbt ist. Jungbäume besitzen eine glatte, graubraune Rinde. Häufig werden Harzblasen gebildet, aus denen Kanadabalsam gewonnen werden kann. Alte Bäume entwickeln eine dicke, glatte oder rissige Borke, die von grauer bis rotbrauner Farbe ist. Diese Borke ist relativ dünn und erreicht meist nur Dicken von 2,5 bis 11 Millimetern.

### Holz
Das Holz der Balsam-Tanne weist eine cremig-weiße bis hellbraune Färbung auf. Das Kernholz ist farblich nicht vom Splintholz zu unterscheiden. Ist es der Witterung ausgesetzt, färbt es sich hellgrau. Die Jahresringe sind gut sichtbar und bestehen zu zwei Drittel aus Frühholz. Die einreihigen Holzstrahlen sind sehr schmal und das Parenchym ist nur schwer zu erkennen. Es sind keine Harzkanäle vorhanden. Die Tracheiden erreichen eine Länge von etwa 3,5 Millimeter und einen Durchmesser von 30 bis 50 Mikrometer. Es kommt häufig zu kleinen Anschwellungen an den Astbasen. Bei einem geraden und parallelen Faserverlauf ist das Holz weicher und leichter als das der ostamerikanischen Fichtenarten.
| Merkmal                                    | Wert        |
| ------------------------------------------ | ----------- |
| Darrdichte (r0)                            | 00,38 g/cm³ |
| Zugfestigkeit senkrecht zur Faser          | 01,2 N/mm²  |
| Druckfestigkeit senkrecht zur Faser        | 02,6 N/mm²  |
| Druckfestigkeit parallel zur Faser         | 27,0 N/mm²  |
| Scherfestigkeit                            | 02,3 N/mm²  |
| Elastizitätsmodul                          | 07,2 N/mm²  |
| Volumenschwund von grün bis zur Darrdichte | 11,2 %      |

## Verbreitung und Standort

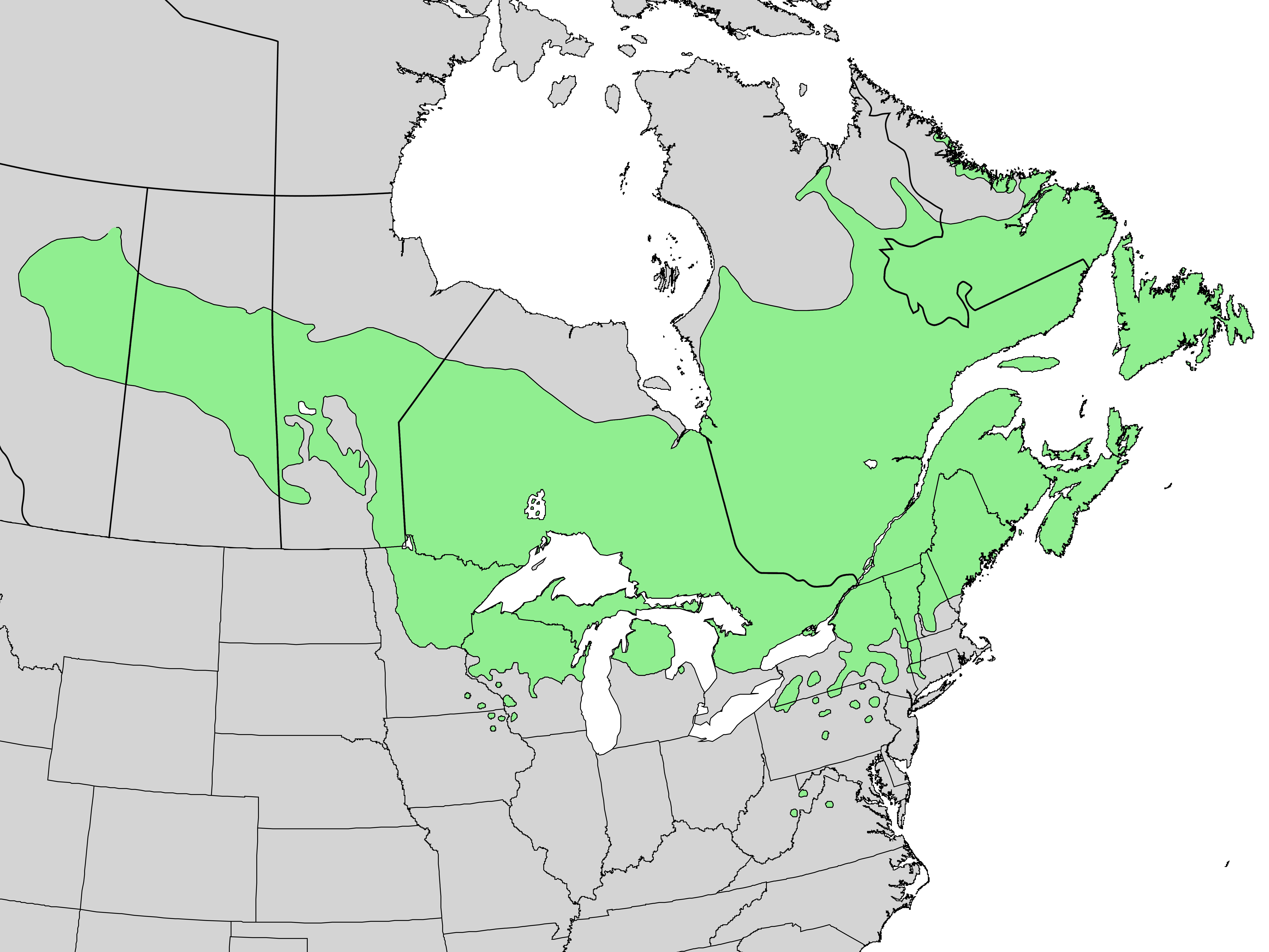
Verbreitungskarte

Die Balsam-Tanne kommt im nordöstlichen Nordamerika vor. Ihr natürliches Verbreitungsgebiet erstreckt sich von der Atlantikküste Labradors, Neufundlands und Neuschottlands im Osten bis ins Peace River Valley in Nordwest-Alberta im Westen. Die nördliche Verbreitungsgrenze liegt beim Kleinen Sklavensee im Süden Albertas, wobei auch schon Bäume in der Nähe des weiter nördlich gelegenen Großen Sklavensees bei rund 62° nördlicher Breite nachgewiesen wurden. Die Südgrenze wird von einer isolierten Population in Virginia gebildet. Die Art wurde und wird außerhalb Nordamerikas kaum forstwirtschaftlich angepflanzt.
Die Balsam-Tanne ist eine frostharte Baumart borealer Wälder und stellt in vielen Teilen des Verbreitungsgebietes die Klimaxbaumart dar. Sie wächst bevorzugt unter kontinentalem Klima, hat aber ihr Optimum in den feucht-kühlen Regionen Südost-Kanadas und den nordöstlichen USA mit jährlichen Niederschlagsmengen von 700 bis 1.100 mm. Je nach Standort variiert die jährliche Niederschlagsmenge zwischen 390 und 1.400 mm. Man findet die Art bis in Höhenlagen von 1.900 Metern, wobei sie in den Gipfelregionen meist nur als Krummholz wächst. An den Boden stellt die Balsam-Tanne kaum Ansprüche. Sie kommt sowohl auf Sand und Kies als auch auf organischen Auflagen über Fels im Gebirge vor. Im Bergland werden auch kompakte Lehme und im Flachland sumpfige Standorte besiedelt. Diese Böden weisen meist einen mächtigen Auflagehorizont (O-Horizont) und einen gut entwickelten Eluvialhorizont (E-Horizont) auf. Wichtig für das Wachstum ist die Bodenfeuchte. Der Nährstoffgehalt des Bodens sowie die Lage im Gelände spielen nur eine untergeordnete Rolle. Der pH-Wert der besiedelten Böden liegt zwischen 5,1 und 7,0.

## Ökologie

### Mykorrhizapartner
Die Balsam-Tanne bildet Ektomykorrhizen mit Cenococcum geophilum und dem Körnchenröhrling (Suillus granulatus).

### Vergesellschaftung

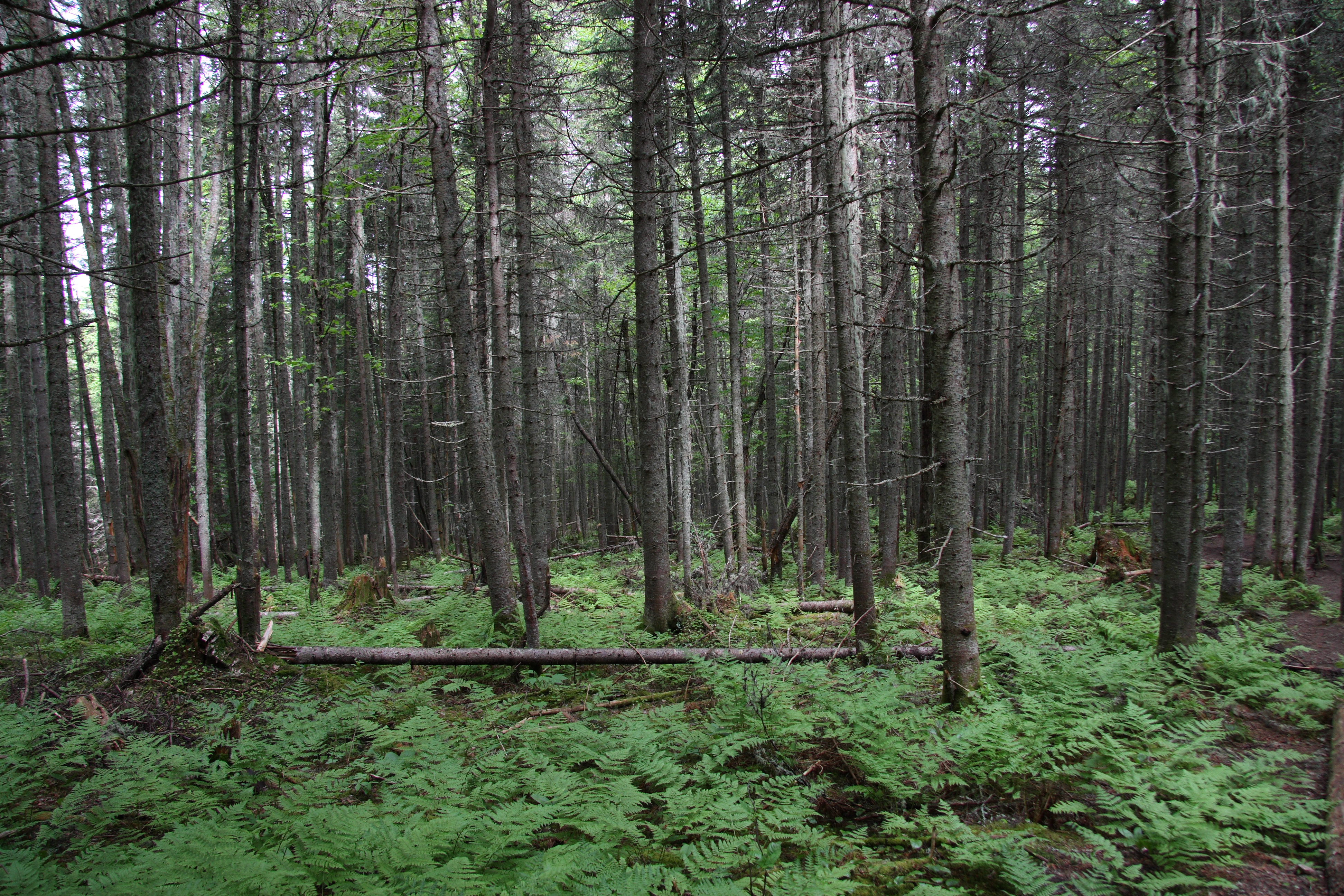
Balsam-Tannenbestand mit Unterwuchs in Quebec

Die Balsam-Tanne bildet sowohl Rein- als auch Mischbestände. Mischbestände treten vor allem auf feuchten Standorten auf. In den Hochlagen der nordöstlichen USA werden fast vollständige Reinbestände gebildet. In den mittleren Höhenbereichen dieser Region sowie in den Bundesstaaten New Brunswick und Maine kommt die Balsam-Tanne auch gemischt mit der Amerikanischen Rot-Fichte (Picea rubens) vor. Weiters können die Mischbestände nach drei Regionen unterteilt werden:
- In der borealen Zone werden Mischbestände vor allem mit der Papier-Birke (Betula papyrifera), der Weiß-Fichte (Picea glauca), der Schwarz-Fichte (Picea mariana) und der Amerikanischen Zitterpappel (Populus tremuloides) gebildet.[10]
- Im Bergland bildet die Balsam-Tanne hauptsächlich mit dem Rot-Ahorn (Acer rubrum), dem Zucker-Ahorn (Acer saccharum), der Gelb-Birke (Betula alleghaniensis), der Papier-Birke (Betula papyrifera), der Amerikanischen Buche (Fagus grandifolia), der Weiß-Fichte (Picea glauca), der Weymouth-Kiefer (Pinus strobus), Populus grandidentata, der Amerikanischen Zitterpappel (Populus tremuloides), Sorbus americana und der Kanadischen Hemlocktanne (Tsuga canadensis) Mischbestände.[10]
- An Standorten in Küstennähe kommt es vor allem zu Bestandsbildung mit dem Rot-Ahorn (Acer rubrum), der Schwarz-Esche (Fraxinus nigra), der Ostamerikanischen Lärche (Larix laricina), der Weiß-Fichte (Picea glauca), der Schwarz-Fichte (Picea mariana) und dem Abendländischen Lebensbaum (Thuja occidentalis).[10]

Die Strauchschicht von Balsam-Tannenwäldern wird meist durch den Vermont-Ahorn (Acer spicatum), Corylus cornuta, Gaultheria hispidula, die Schmalblättrigen Lorbeerrose (Kalmia angustifolia), den Grönländischen Porst (Rhododendron groenlandicum), die Kanadische Eibe (Taxus canadensis) und Viburnum lantanoides gebildet. Unter den Pflanzen der Krautschicht dominieren vor allem Seggenarten (Carex), Clintonia borealis, der Kanadische Hartriegel (Cornus canadensis), der Gewöhnliche Dornfarn (Dryopteris carthusiana), das Dreiblütige Labkraut (Galium triflorum), das Moosglöckchen (Linnaea borealis), Maianthemum canadense, der Zimtfarn (Osmunda cinnamomea), Trientalis borealis sowie Trillium undulatum.

## Nutzung
Das Holz der Balsam-Tanne wird in der Forstwirtschaft hauptsächlich für die Zellstoffherstellung und als Konstruktionsholz verwendet. Es findet aber auch zur Herstellung von Pappe, Spanplatten, Sperrholz, Kisten, Lattenverschlägen und Holzcontainer Verwendung. Klebstoffe und Farben halten besonders gut auf dem Holz. Als Bauholz ist es ungeeignet, da es nur eine geringe Nagelfestigkeit hat und Holzschutzmittel nur schwer eindringen. Es ist zudem anfällig gegenüber Fäule.
Aufgrund ihres relativ raschen Wachstums, des harmonischen Aufbaus und der attraktiven Benadelung wird die Art gelegentlich als Park- und Gartenbaum angepflanzt. Über die Jahre wurde eine Vielzahl an Gartenformen gezüchtet, welche durch besondere Nadelfärbungen und Wuchsformen attraktiv für den Gartenbau sind. Wegen ihrer Empfindlichkeit gegenüber Luftschadstoffen und Streusalz ist sie jedoch für den Stadtbereich weniger gut geeignet. Für Windschutzstreifen ist die Art nur geeignet, wenn eine ausreichende Bodenfeuchte gegeben ist. In den USA und in Kanada wird sie häufig als Christbaum und Weihnachtskranz verwendet. Wegen der aromatisch duftenden Nadeln werden gelegentlich Duftkissen mit ihnen gefüllt.
Aus den Harzblasen, die an der Stamm- und Astrinde von jungen Bäumen auftreten, wird Kanadabalsam gewonnen. Kanadabalsam wird bei der Herstellung optischer Instrumente zur Befestigung von Linsen sowie zum Eingießen mikroskopischer Präparate genutzt, wobei er heute zunehmend von synthetischen Stoffen verdrängt wird. Er findet auch als Bestandteil von Lacken Verwendung. Im Jahr 2012 beschrieb ein Forschungsteam um Philipp Zerbe und Jörg Bohlmann in einer im Journal of Biological Chemistry veröffentlichten Arbeit die Balsam-Tanne cis-Abienol produziert, welches stark dem aus Pottwalen gewonnenen Ambra ähnelt. Es könnte daher als Alternative für das in teuren Parfüms noch immer verwendete Ambra dienen.

## Krankheiten und Schädlinge

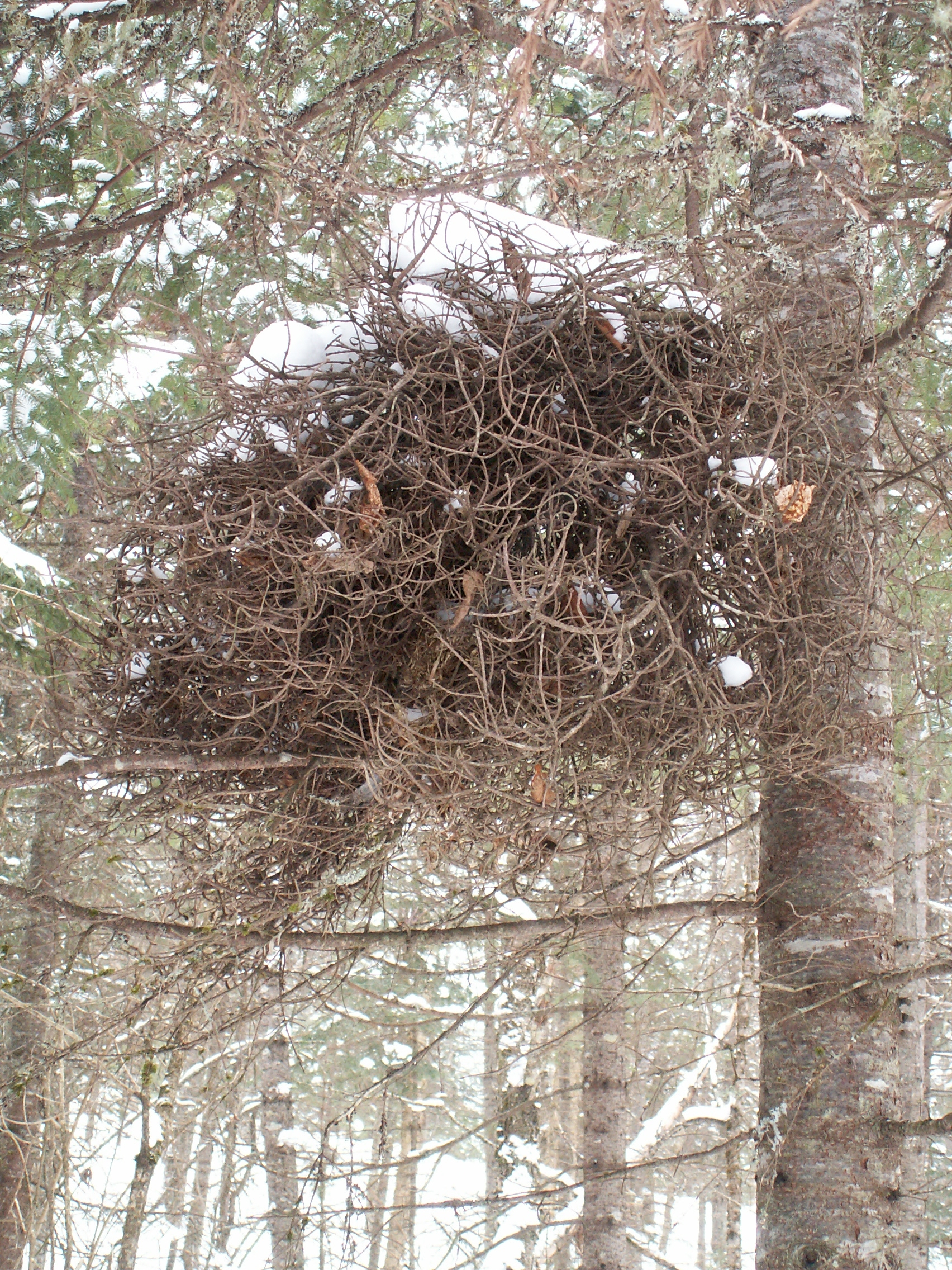
Durch den Befall mit Melampsorella caryophyllacearum entstandener Hexenbesen

Die Balsam-Tanne wird in großem Umfang von abiotischen Schadfaktoren angegriffen. Aufgrund der leicht entflammbaren Nadeln und der dünnen, harzreichen Rinde ist die Art besonders anfällig für Waldbrände. Wegen des flachen Wurzelsystems ist sie vor allem auf flachgründigen Standorten stark windwurfgefährdet. Wurzelschäden können bereits durch Stammschwingungen auftreten. Durch Eisbehang kann es zu Kronenbrüchen kommen.
Die Balsam-Tanne wird häufig von Schadpilzen befallen, wobei Stamm- und Wurzelfäuleerreger eine größere Rolle spielen als Nadelparasiten. Der Gemeine Hallimasch (Armillaria mellea) ist allerdings die einzige Art, die nennenswerte Ausfälle verursacht. Stockfäule wird häufig durch den Braunen Kellerschwamm (Coniophora puteana), Poria subacida, Resinicium bicolor und Tyromyces balsameus ausgelöst, die über die Wurzeln und basisnahe Stammverletzungen den Baum befallen. Durch einen Befall erhöht sich die Windwurfgefahr. Weiters lösen der Gestielte Schillerporling (Inonotus tomentosus), der Kiefern-Braunporling (Phaeolus schweinitzii), der Kiefern-Feuerschwamm (Phellinus pini) und der Wilde Hausschwamm (Serpula himantioides) Wurzelerkrankungen aus. Die Balsam-Tanne wird von einer Vielzahl an Nadelparasiten befallen, die jedoch keine ernsten Schäden anrichten. Zu den Nadelparasiten zählen Pilzarten der Gattungen Lirula, Lophodermium, Phacidium, Phaeocryptopus, Pucciniastrum und Uredinopsis. Durch den Rostpilz Melampsorella caryophyllacearum, dem Erreger des Tannenkrebses, kommt es häufig zur Bildung von Hexenbesen.
Unter den Schadinsekten hat die Wicklerart Choristoneura fumiferana die größte Bedeutung. Seine Raupen fressen an den Nadeln und Knospen der Tannen. Gesunde und wuchskräftige Bäume überleben einen einmaligen Befall meist. Ein wiederholter oder extrem starker Befall, bei dem die Bäume entnadelt werden, führt zu erheblichen Wachstumseinbußen und starken Verlusten. Durch die Entnadelung treten auch häufig Wurzelschäden auf. Im Zusammenhang mit einem Befall durch Choristoneura fumiferana tritt manchmal das so genannte Stillwell’s Syndrom auf, bei dem sich die Nadeln hellrot verfärben und der Baum abstirbt. Als weiterer Schädling hat sich die, aus Europa eingeschleppte, Tannenstammlaus (Adelges piceae) erwiesen. Sie saugt an der Baumrinde im Kronen- und Stammbereich und kann nach mehrjährigem Befall zu Abgängen führen. Sie befällt Bäume aller Altersklassen. Der Speichel dieser Art führt zu einem abnormalen Wachstum der Tracheiden, wodurch das Holz spröde wird.
Die Samen werden unter anderem von Mäusen und Vögeln gefressen. Eichhörnchen knabbern die Zapfen auf, um an die Samen zu kommen. Bäume im Stangen- sowie im Nutzholzalter werden gelegentlich von Schwarzbären (Ursus americanus) entrindet, um an die süßen Baumsäfte zu gelangen.

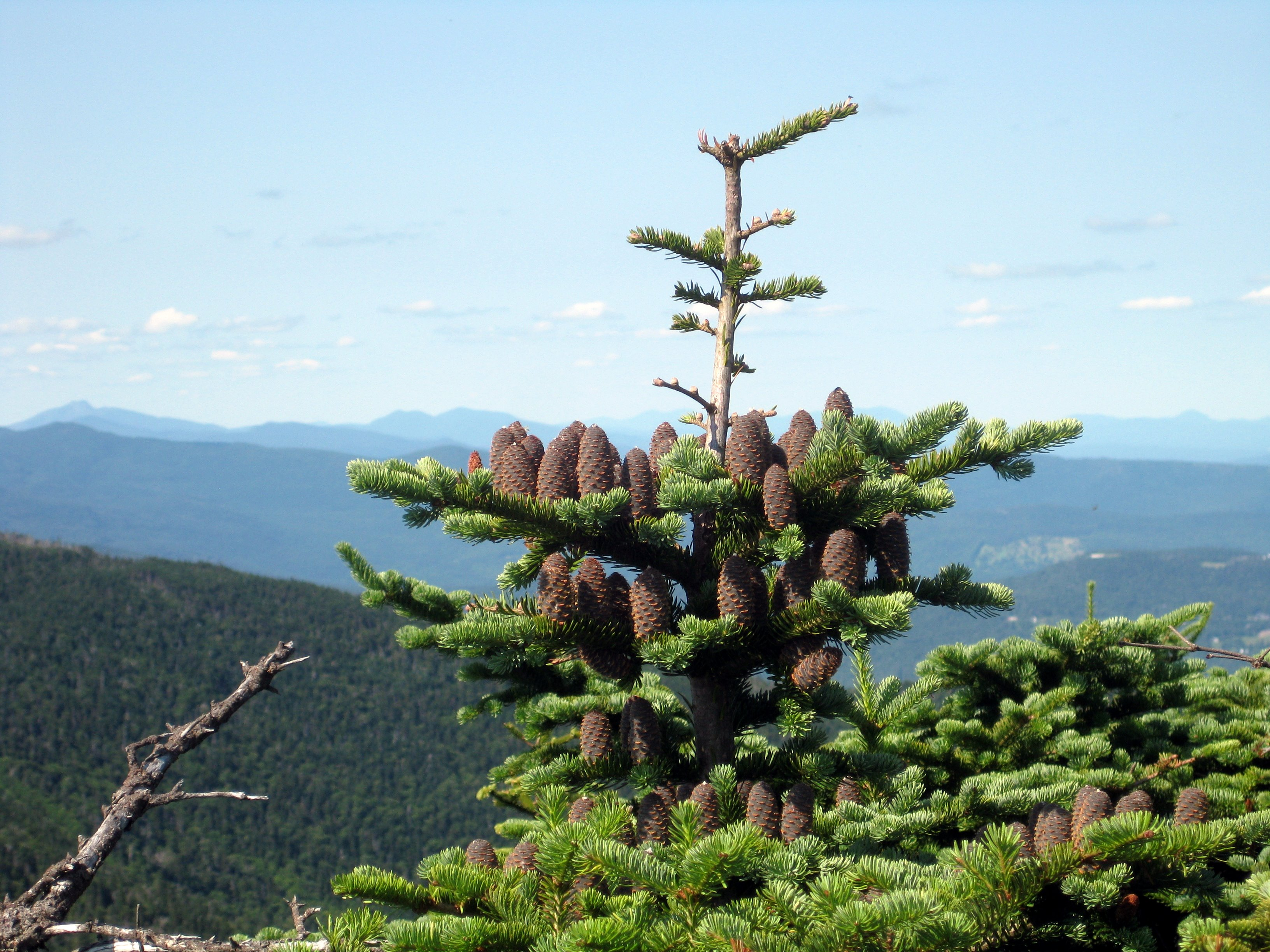
Abies balsamea var. phanerolepis

## Systematik
Die erste botanische Beschreibung dieser Art wurde bereits 1704 von John Ray veröffentlicht. Den ersten wissenschaftlichen Namen erhielt sie aber erst 1753 mit Pinus balsamea durch Carl von Linné in Species Plantarum, Band 2, S. 1002. Sie wurde 1768 von Philip Miller in die Gattung Abies gestellt.
Die Balsam-Tanne wird in der hier genutzten Systematik innerhalb der Gattung der Tannen (Abies) in die Sektion Balsameae und die Untersektion Laterales gestellt. Von Liu Tang-Shui 1971 wird diese Art in die Sektion Balsameae der Untergattung Abies gestellt. Nach der Systematik nach Franco wird sie innerhalb der Untergattung Sapinus der Sektion Balsameae und der Serie Lasiocarpae zugeordnet.
Die Chromosomenzahl beträgt 2n = 24.

### Varietäten und Formen
Bei der Balsam-Tanne liegen, trotz des großen Verbreitungsgebietes, kaum umfassende intraspezifische Differenzen vor. Je nach Herkunft wurden physiologische und holzanatomische Unterschiede nachgewiesen. So ist etwa im Osten die Rohdichte des Holzes niedriger und die Tracheidenlänge höher als im Westen. Es wurde auch eine Vielzahl an Gartenformen gezüchtet.
Folgende Varietäten oder Formen können unterschieden werden:
- Abies balsamea var. balsamea: Sie kommt vom zentralen und östlichen Kanada bis Virginia vor.[18]
- Abies balsamea var. phanerolepis Fern. ist eine Varietät, die vermutlich eine natürliche Hybride mit der Fraser-Tanne (Abies fraseri) darstellt. Sie wird nur von einigen Autoren als Varietät anerkannt.[19][18] Diese Varietät besitzt zylindrische Zapfen, deren Deckschuppen hervorstehen. Sie kommt in mehreren Teilen des Verbreitungsgebietes vor, wobei sie in Nova Scotia etwas häufiger auftritt.[17]
- Abies balsamea f. hudsonia (Jacques) Fernald & Weath. ist eine nicht allgemein anerkannte Zwergform, die in New Hampshire vorkommt. Sie wächst in Hochlagen und ist vor allem auf Berggipfeln zu finden.[12][20]

### Hybride
In den Überschneidungsbereichen der Verbreitungsgebiete bildet die Balsam-Tanne mit der Fraser-Tanne (Abies fraseri) und der Felsengebirgs-Tanne (Abies lasiocarpa) natürliche Hybride. Aus Alberta liegen Berichte über eine natürliche Kreuzung mit Abies bifolia vor, die von manchen Autoren jedoch als Unterart der Felsengebirgs-Tanne angesehen wird. Die mit der Fraser-Tanne entstehende Hybride wird von manchen Autoren als Varietät var. phanerolepis der Balsam-Tanne beschrieben. Erfolgreiche Kreuzungsversuche fanden mit der Weiß-Tanne (Abies alba) und der Sibirischen Tanne (Abies sibirica) statt.

## Gefährdung und Schutz
In der Roten Liste der IUCN wird die Balsam-Tanne als „nicht gefährdet“ geführt. Es wird jedoch darauf hingewiesen, dass eine neuerliche Untersuchung zur Gefährdung der Art nötig ist.